# Alexander Pawkowicz
Alexander Pawkowicz (* 1. Juni 1975 in Wien) ist ein österreichischer Immobilientreuhänder und Politiker (FPÖ). Von 2015 bis 2020 war er Abgeordneter zum Wiener Landtag und Mitglied des Wiener Gemeinderates.

## Leben

### Ausbildung und Beruf
Alexander Pawkowicz wurde als Sohn des Politikers Rainer Pawkowicz geboren. Nach der Matura im Jahr 1993 am BGRG 8 Albertgasse in Wien-Josefstadt absolvierte er seinen Grundwehrdienst als Einjährig-Freiwilliger. Anschließend begann er an der Universität Wien ein Studium der Rechtswissenschaften. Im Jahr 2000 legte er die Befähigungsprüfung als Immobilientreuhänder ab. Ab 2001 studierte er an der FHWien Immobilienwirtschaft, das Studium schloss er 2005 als Magister (FH) ab. Von 2001 bis 2006 war er als Projektleiter in der Immobilienentwicklung tätig, anschließend bis 2015 als leitender Konzernangestellter und Geschäftsführer verschiedener Immobiliengesellschaften. Seit 2016 ist er selbständiger Immobilientreuhänder. 2024 wurde er Geschäftsführer der Vereinigung Österreichischer Projektentwickler (VÖPE).
Pawkowicz ist Mitglied der Burschenschaft Aldania Wien.

### Politik
Von 1993 bis 2003 war er Vorstandsmitglied des Rings Freiheitlicher Jugend in Wien. Ab 1996 gehörte er als Bezirksrat der Bezirksvertretung in Wien-Meidling an, von 2010 bis November 2015 fungierte er dort als Bezirksvorsteher-Stellvertreter. Am 24. November 2015 wurde er in der 20. Wahlperiode als Abgeordneter zum Wiener Landtag und Gemeinderat angelobt, wo er als stellvertretender Vorsitzender des Gemeinderatsausschusses für Wohnen, Wohnbau und Stadterneuerung fungierte.
Bei der Landtags- und Gemeinderatswahl in Wien 2020 kandidierte er auf dem 17. Listenplatz der FPÖ-Landesliste. Nach der Wahl schied er mit 24. November 2020 aus dem Landtag aus.